# Tre Giorni delle Fiandre Occidentali 2014
La Tre Giorni delle Fiandre Occidentali 2014, quindicesima edizione della corsa, valevole come prova del circuito UCI Europe Tour 2014 categoria 2.1, si svolse in due tappe, precedute da un cronoprologo, dal 7 al 9 marzo 2014 per un percorso di 375,8 km, con partenza da Middelkerke e arrivo ad Ichtegem. Fu vinta dall'estone Gert Jõeäär, che concluse in 8h 43' 24" alla media di 43,07 km/h.
Al traguardo di Ichtegem furono 143 i ciclisti che conclusero la competizione.

## Tappe
| Tappa  | Data    | Percorso                        | km    | Vincitore di tappa       | Leader cl. generale |
| ------ | ------- | ------------------------------- | ----- | ------------------------ | ------------------- |
| prol.  | 7 marzo | Middelkerke (Cron. individuale) | 7     | Gert Jõeäär              | Gert Jõeäär         |
| 1ª     | 8 marzo | Bruges > Harelbeke              | 182,9 | Danny van Poppel         | Gert Jõeäär         |
| 2ª     | 9 marzo | Nieuwpoort > Ichtegem           | 185,9 | Guillaume Van Keirsbulck | Gert Jõeäär         |
| Totale | Totale  | Totale                          | 375,8 |                          |                     |

## Squadre e corridori partecipanti
| N.      | Cod. | Squadra                      |
| ------- | ---- | ---------------------------- |
| 1-8     | TFR  | Trek Factory Racing          |
| 11-18   | OPQ  | Omega Pharma-Quickstep       |
| 21-28   | BMC  | BMC Racing Team              |
| 31-38   | GRS  | Garmin-Sharp                 |
| 41-48   | LTB  | Lotto-Belisol Team           |
| 51-58   | GIA  | Team Giant-Shimano           |
| 61-68   | FDJ  | FDJ.fr                       |
| 71-78   | ALM  | AG2R La Mondiale             |
| 81-88   | COF  | Cofidis, Solutions Credits   |
| 91-98   | BSE  | Bretagne-Séché Environnement |
| 101-108 | MTN  | MTN-Qhubeka                  |
| 111-118 | TNE  | Team NetApp-Endura           |
| 121-128 | RVL  | RusVelo                      |

| N.      | Cod. | Squadra                       |
| ------- | ---- | ----------------------------- |
| 131-138 | WGG  | Wanty-Groupe Gobert           |
| 141-148 | TSV  | Topsport Vlaanderen-Baloise   |
| 151-158 | SKT  | An Post-Chainreaction         |
| 161-168 | VGS  | Vastgoedservice-Golden Palace |
| 171-178 | MMM  | Team 3M                       |
| 181-188 | VER  | Veranclassic-Doltcini         |
| 191-198 | WBC  | Wallonie-Bruxelles            |
| 201-208 | WIL  | Vérandas Willems              |
| 211-218 | RLM  | Roubaix-Lille Metropole       |
| 221-228 | RIJ  | Cyclingteam De Rijke-Shanks   |
| 231-238 | SGT  | Team Stuttgart                |
| 241-248 | VFN  | Vini Fantini-Nippo            |

## Dettagli delle tappe

### Prologo
- 7 marzo: Middelkerke – Cronometro individuale – 7 km

Risultati
| Pos. | Corridore          | Squadra      | Tempo |
| ---- | ------------------ | ------------ | ----- |
| 1    | Gert Jõeäär        | Cofidis      | 7'53" |
| 2    | Johan Le Bon       | FDJ.fr       | a 5"  |
| 3    | Kristof Vandewalle | Trek Factory | a 8"  |

| Pos. | Corridore          | Squadra      | Tempo |
| ---- | ------------------ | ------------ | ----- |
| 1    | Gert Jõeäär        | Cofidis      | 7'53" |
| 2    | Johan Le Bon       | FDJ.fr       | a 5"  |
| 3    | Kristof Vandewalle | Trek Factory | a 8"  |

### 1 Tappa
- 1º marzo: Bruges > Harelbeke – 182,9 km

Risultati
| Pos. | Corridore         | Squadra       | Tempo    |
| ---- | ----------------- | ------------- | -------- |
| 1    | Danny van Poppel  | Trek Factory  | 4h14'21" |
| 2    | Danilo Napolitano | Wanty-Gobert  | s.t.     |
| 3    | Scott Thwaites    | NetApp-Endura | s.t.     |

| Pos. | Corridore          | Squadra      | Tempo    |
| ---- | ------------------ | ------------ | -------- |
| 1    | Gert Jõeäär        | Cofidis      | 4h22'18" |
| 2    | Johan Le Bon       | FDJ.fr       | a 5"     |
| 3    | Kristof Vandewalle | Trek Factory | a 8"     |

### 2ª Tappa
- 9 marzo: Nieuwpoort > Ichtegem – 185,9 km

Risultati
| Pos. | Corridore                | Squadra      | Tempo    |
| ---- | ------------------------ | ------------ | -------- |
| 1    | Guillaume Van Keirsbulck | Omega Pharma | 4h21'05" |
| 2    | Danilo Napolitano        | Wanty-Gobert | a 1"     |
| 3    | Danny van Poppel         | Trek Factory | s.t.     |

| Pos. | Corridore                | Squadra      | Tempo    |
| ---- | ------------------------ | ------------ | -------- |
| 1    | Gert Jõeäär              | Cofidis      | 8h43'24" |
| 2    | Guillaume Van Keirsbulck | Omega Pharma | a 3"     |
| 3    | Johan Le Bon             | FDJ.fr       | a 5"     |

## Classifiche finali

### Classifica generale
| Pos. | Corridore                | Squadra       | Tempo    |
| ---- | ------------------------ | ------------- | -------- |
| 1    | Gert Jõeäär              | Cofidis       | 8h43'24" |
| 2    | Guillaume Van Keirsbulck | Omega Pharma  | a 3"     |
| 3    | Johan Le Bon             | FDJ.fr        | a 5"     |
| 4    | Stijn Devolder           | Trek Factory  | a 11"    |
| 5    | Jan Ghyselinck           | Wanty-Gobert  | a 13"    |
| 6    | Silvan Dillier           | BMC Racing    | s.t.     |
| 7    | Danny van Poppel         | Trek Factory  | a 15"    |
| 8    | Jesse Sergent            | Trek Factory  | s.t.     |
| 9    | Kristof Vandewalle       | Trek Factory  | a 16"    |
| 10   | Jan Bárta                | NetApp-Endura | a 17"    |

### Classifica a punti
| Pos. | Corridore                | Squadra      | Punti |
| ---- | ------------------------ | ------------ | ----- |
| 1    | Danilo Napolitano        | Wanty-Gobert | 26    |
| 2    | Danny van Poppel         | Trek Factory | 25    |
| 3    | Guillaume Van Keirsbulck | Omega Pharma | 21    |
| 4    | Gert Jõeäär              | Cofidis      | 15    |
| 5    | Silvan Dillier           | BMC Racing   | 14    |

### Classifica giovani
| Pos. | Corridore                | Squadra      | Punti    |
| ---- | ------------------------ | ------------ | -------- |
| 1    | Guillaume Van Keirsbulck | Omega Pharma | 8h43'27" |
| 2    | Johan Le Bon             | FDJ.fr       | a 2"     |
| 3    | Silvan Dillier           | BMC Racing   | a 10"    |
| 4    | Danny van Poppel         | Trek Factory | a 12"    |
| 5    | Dylan van Baarle         | Garmin-Sharp | a 15"    |

### Classifica a squadre
| Pos. | Squadra                             | Tempo     |
| ---- | ----------------------------------- | --------- |
| 1    | Trek Factory Racing                 | 26h10'42" |
| 2    | BMC Racing Team                     | a 31"     |
| 3    | Omega Pharma-Quickstep Cycling Team | a 34"     |
| 4    | Wanty-Groupe Gobert                 | a 50"     |
| 5    | Topsport Vlaanderen-Baloise         | a 52"     |